# Sokół 125
Die Sokół 125 ist ein zwischen 1948 und 1950 gebautes Motorrad der Marke Sokół des polnischen Herstellers Państwowe Zakłady Samochodowe nr 2 (PZS) (Staatliche Automobilwerke Nr. 2) aus Warschau.
Das Modell ist ein Nachbau der unter Leitung von Hermann Weber konstruierten und von 1940 bis 1944 von der Auto Union AG im DKW-Stammwerk Zschopau gebauten DKW RT 125, deren Konstruktion nach dem Ende des Zweiten Weltkriegs nicht mehr geschützt (a) war und von verschiedenen Herstellern in mehreren Ländern nachgebaut wurde.

## Modellgeschichte und Technik
Nach Ende des Zweiten Weltkriegs wurde in Polen noch 1945 ein staatlicher Verband für die Automobilindustrie gegründet, um den Wiederaufbau dieses Wirtschaftszweigs zu koordinieren. Neben Lastkraftwagen und Fahrzeugen für den öffentlichen Personenverkehr wurde auch der motorisierte Individualverkehr in ländlichen Gebieten berücksichtigt. Am 1. Juli 1946 wurde staatlicherseits beschlossen Motorräder zu bauen. Entsprechend dem Bedarf sollte es ein leichtes und robustes Gebrauchsmotorrad werden. Die Wahl fiel auf einen Nachbau der bis 1944 in Deutschland von der Auto Union hergestellten DKW RT 125, die in größeren Stückzahlen auch an die Wehrmacht geliefert wurde. – Nicht mehr geschützt, wurde die Konstruktion des Motorrads zuerst in der Sowjetunion auf dorthin als Reparationsleistung verbrachten Maschinen als M1A „Moskwa“ und К-125 „weitergebaut“.
Die Erstellung der Konstruktionsunterlagen wurde auf zwei Büros aufgeteilt: auf die Motorradabteilung des Zentralen Technischen Büros der staatlichen Automobilwerke in Warschau für das Fahrgestell und auf das Konstruktionsbüro für Zweitaktmotoren in Bielsko-Biała unter Anleitung von Fryderyk Blumke, dem Leiter der Motorenabteilung im Werk Stransky in Warschau vor dem Krieg.
Vier Prototypen des Fahrwerks entstanden in der Apollo-Fahrradfabrik in Czechowice-Dziedzice sozusagen in Handarbeit, mehrere Motor-Prototypen im Metallwerk in Ustroń Śląski bei Cieszyn. Am 22. Juli 1947 wurden dem Ministerium für Industrie und Handel zwei Sokół 125-Prototypen vorgestellt und es wurde die Serienproduktion angewiesen.
Zunächst war die Produktion der Motorräder in einem Werk in Wirek bei Katowice vorgesehen, wurde aber auf dem Gelände der Staatlichen Automobilwerke PZS, am Ort der früheren Munitionsfabrik „Pocisk“ angesiedelt. Um Wissen und Fertigungskapazitäten zu bündeln, entschied der staatliche Verband für die Automobilindustrie die Produktion der Motoren im Werk Breslau der Państwowe Zakłady Lotnicze (PZL; deutsch Staatlichen Luftfahrt-Werke) durchzuführen. Neben Sokół wurde zeitgleich der Hersteller SHL in Kielce mit dem baugleichen Motor für deren Modell SHL 125 beliefert.
Die Serienproduktion begann im März 1948, bis zur Einstellung Ende 1950 wurden nur rund 2000 Motorräder des Typs gebaut. Dies lag einerseits an bescheidenen Platzverhältnissen für die Produktion, andererseits an der für den Hersteller unter damaligen Umständen aufwendig zu fertigenden Rahmenkonstruktion aus gezogenen Stahlrohren. Sie konnten noch nicht in Polen hergestellt werden, sodass teure Importe notwendig waren, was die Produktionskosten erhöhte. Deshalb beschloss die zuständige staatliche Stelle 1950, die Produktion der Sokół 125 einzustellen. – Im Gegenzug wurde die Motorradproduktion bei SHL gefördert. Bei SHL wurden bereits seit 1938 Motorräder produziert und dort waren deutlich größere Stückzahlen möglich. Auch stand die Sokół 125 in direkter Konkurrenz zum Modell SHL 125, die in einem Doppelschleifenrahmen den vom gleichen Lieferanten hergestellten Motor hatte.
Während der Einrohrrahmen, Parallelogrammgabel mit Tonnenfeder als Vorderradführung sowie ungefederte Radaufhängung des Hinterrads in der Gestaltung sozusagen unverändert gegenüber der DKW RT 125 übernommen wurden, gab es am Motor einige Änderungen. Die Batteriezündung wurde zugunsten einer Schwungrad-Magnetzündung abgelöst. Diese war zu dieser Zeit einfacher zu warten, jedoch in der Leistung deutlich schwächer. Das Verdichtungsverhältnis und folglich Leistung und Nenndrehzahl des Motors wurden reduziert, um Kraftstoffe mit geringer Qualität verwenden zu können.
Ansonsten hatte die Antriebseinheit die gleichen Merkmale wie das „Original“: fahrtwindgekühlter Einzylinder-Zweitaktmotor mit Schnürle-Umkehrspülung und Flachkolben (Motorblock und Zylinderkopf aus einer Aluminiumlegierung, Zylinder aus Grauguss), Gemischschmierung.
Die Antriebskraft wird vom Motor über eine Lamellenkupplung an das Getriebe (Primärtrieb) und von dort an das Hinterrad (Sekundärantrieb) jeweils mit einer Kette übertragen.
Der Kraftstofftank fasste mit 10 Litern 3 l mehr als bei der DKW RT 125.

## Technische Daten
| Sokół 125             | Sokół 125                                                 |
| --------------------- | --------------------------------------------------------- |
| Baujahre              | 1948–1950                                                 |
| Motor                 | fahrtwindgekühlter Einzylinder-Zweitaktmotor, Kickstarter |
| Steuerung             | Schlitzsteuerung                                          |
| Ladungswechsel        | Umkehrspülung                                             |
| Bohrung × Hub         | 52 × 58 mm                                                |
| Hubraum               | 123 cm³                                                   |
| Verdichtung           | 6 : 1                                                     |
| Nennleistung          | 4 PS (2,9 kW) bei 4250/min                                |
| max. Drehmoment       | 7,36 Nm bei 3000/min                                      |
| Vergaser              | Amal 68/16, 16 mm Ansaugdurchmesser                       |
| Schmierung            | Zweitaktgemisch 1 : 20                                    |
| Zündung               | Schwungrad-Magentzündung                                  |
| Lichtmaschine         | 6 V – 17 W                                                |
| Bordspannung          | 6 V                                                       |
| Kupplung              | Mehrscheibenkupplung im Ölbad                             |
| Getriebe              | 3-Gang mit Fußschaltung                                   |
| Endantrieb            | Kette                                                     |
| Rahmen                | Einrohrrahmen mit Unterzug                                |
| Maße (L × B × H)      | 2025 × 690 × 900 mm                                       |
| Radstand              | 1295 mm                                                   |
| Sitzhöhe              | 665 mm                                                    |
| Radaufhängung vorn    | Parallelogrammgabel mit Tonnenfeder                       |
| Radaufhängung hinten  | Starrrahmen                                               |
| Felgengröße vorn      | Drahtspeichenrad, ? × 19″                                 |
| Felgengröße hinten    | Drahtspeichenrad, ? × 19″                                 |
| Bereifung vorn        | 3,00–19″                                                  |
| Bereifung hinten      | 3,00–19″                                                  |
| Bremse vorn           | Innenbacken-Trommelbremse, Ø 125 mm (Halbnabe)            |
| Bremse hinten         | Innenbacken-Trommelbremse, Ø 125 mm (Halbnabe)            |
| Leergewicht           | 80 kg                                                     |
| Tankinhalt            | 10 l                                                      |
| Höchstgeschwindigkeit | 67 km/h                                                   |
| Stückzahl             | rd. 2000                                                  |